# ولایت شیریبه‌شی

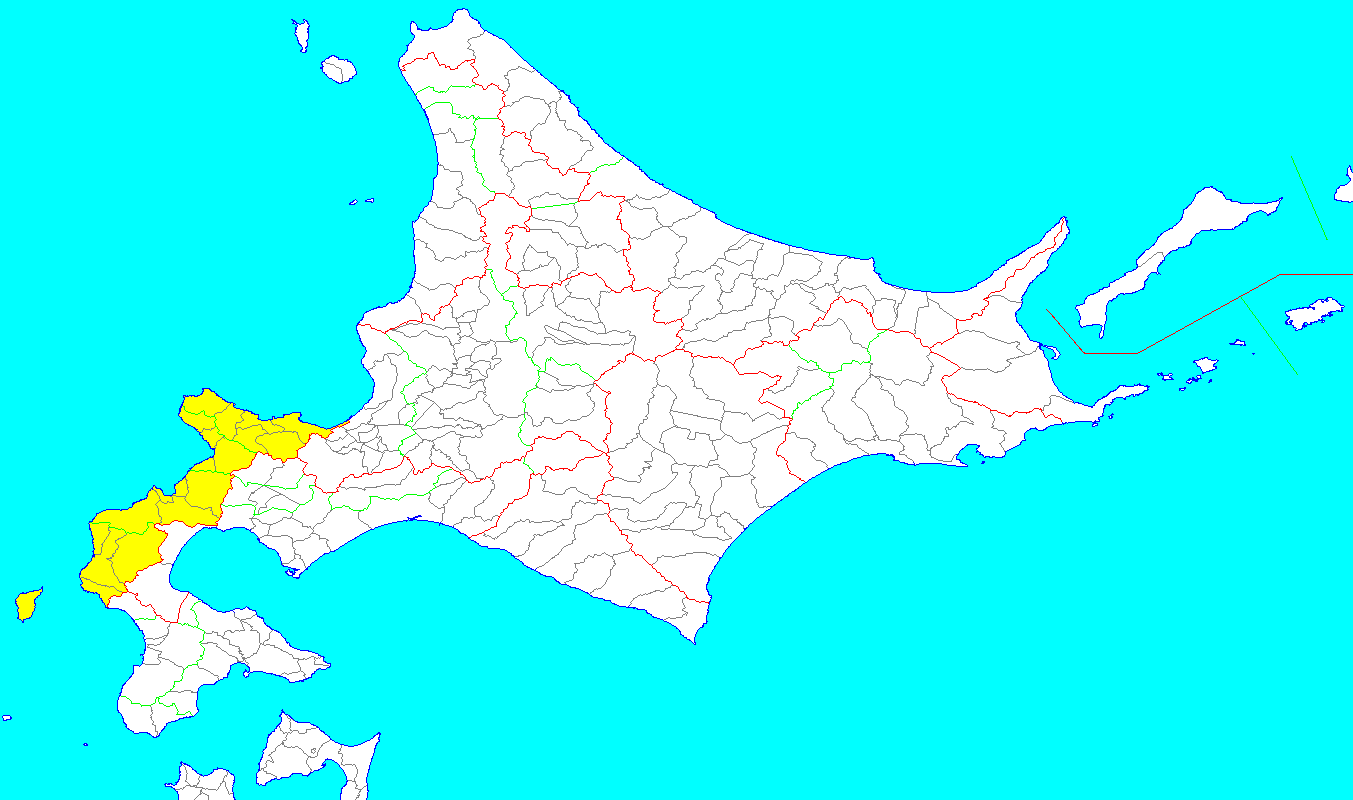
نقشه ژاپن در سال ۱۸۶۹ میلادی. این ولایت با رنگ تیره مشخص شده است.

ولایت شیریبه‌شی (به ژاپنی: 後志国 Shiribeshi-no-kuni) یکی از ولایت‌ها در تقسیم‌بندی کشوری قدیم ژاپن بود.